# Udo von Nellenburg
Udo von Nellenburg (* um 1030/35; † 11. November 1078 in Tübingen) war von 1066 bis zu seinem Tod Erzbischof von Trier. 

## Leben
Nach der Ermordung des auswärtigen Trierer Erzbischofs Kuno I. von Pfullingen 1066 wählte das Trierer Domkapitel mit Udo von Nellenburg eines seiner eigenen Mitglieder zum neuen Erzbischof von Trier. 
Udo von Nellenburg stammte aus einem oberschwäbischen Grafengeschlecht der Grafen von Nellenburg und ist der älteste Sohn des Grafen Eberhard VI. von Nellenburg. Er empfing um 1067 die Bischofsweihe. Den Vorwurf simonistischer Machenschaften anlässlich seiner Wahl konnte er gegenüber Alexander II. bei einem Rombesuch im Folgejahr erfolgreich entkräften. 
Im Investiturstreit zwischen Papst Gregor VII. und König Heinrich IV. gehörte er auf der Reichsversammlung, die im Januar 1076 in Worms stattfand, zu den Bischöfen, die Gregor VII. den Gehorsam aufkündigten. An der folgenden Reichsversammlung im Mai 1076, auf der der Papst abgesetzt werden sollte, war er aber nicht mehr beteiligt. Im August 1077 verhandelte er mit den Anhängern des Gegenkönigs Rudolf um einen Ausgleich, blieb auch mit dem Papst und dessen Legaten in Verbindung und empfing im März 1078 vom Papst einen Brief mit der Bitte, weiterhin für die Wiederherstellung des Friedens zu wirken. Erzbischof Udo ist im Heer König Heinrichs IV. bei der Belagerung von Tübingen gestorben. Seine letzte Ruhestätte fand er im inzwischen vollendeten Trierer Dom.